# Archidiocèse de Taunggyi

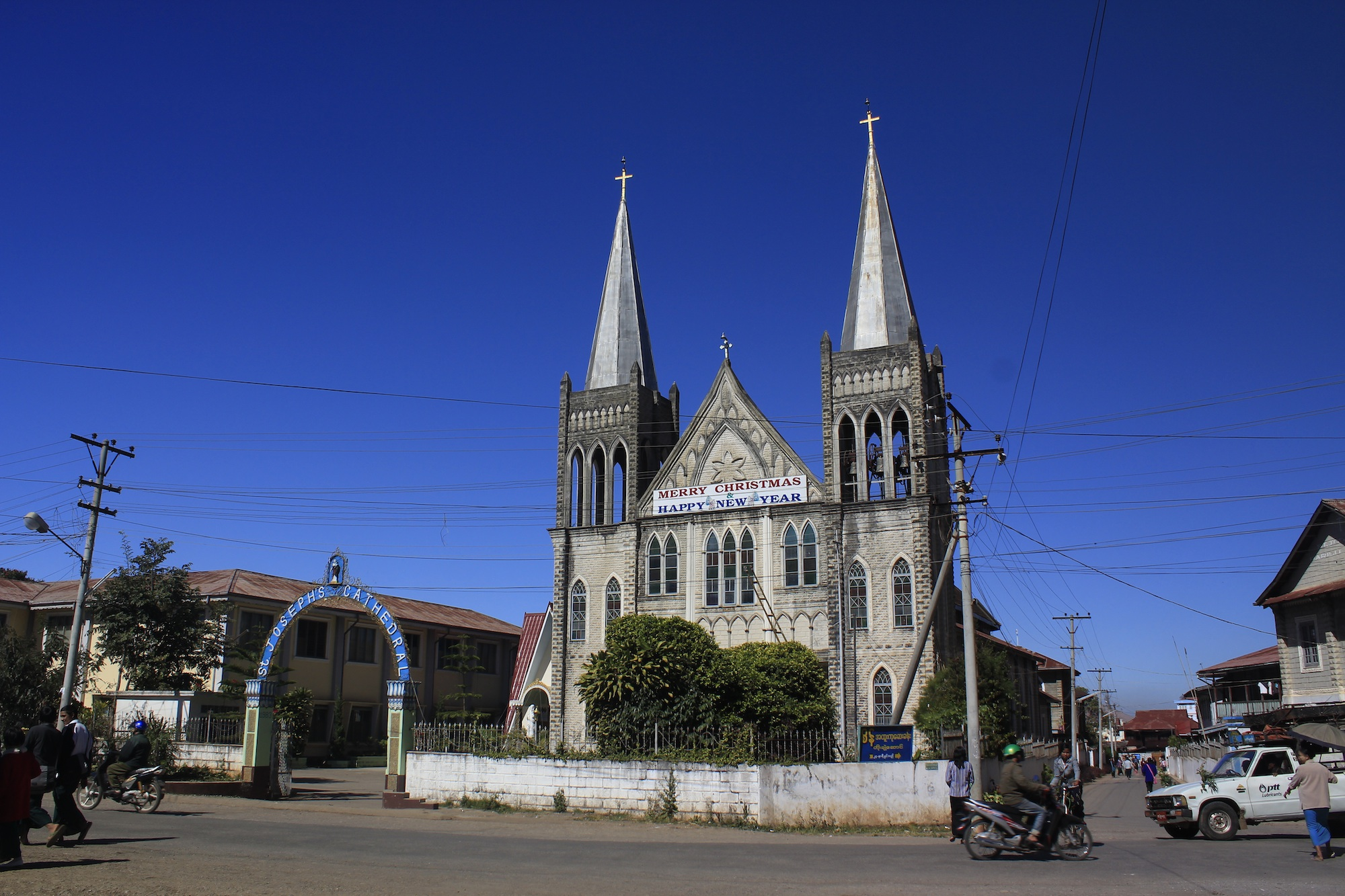
Cathédrale Saint-Joseph de Taunggyi.

L'archidiocèse de Taunggyi (en latin: Archidioecesis Taunggyiensis) est un siège métropolitain de l'Église catholique de Birmanie. En 2010, il comptait 7.389 baptisés pour 1.615.000 habitants. Il est tenu par Mgr Basilio Athai.

## Territoire
L'archidiocèse comprend la ville de Taunggyi, où se trouve la cathédrale Saint-Joseph.
Son territoire est subdivisé en 11 paroisses.

## Histoire
Le diocèse de Taunggyi est érigé le 21 mars 1961 par la bulle Magno gaudio de Jean XXIII, recevant son territoire du diocèse de Toungou (aujourd'hui diocèse de Taungngu). Il est à l'origine suffragant de l'archidiocèse de Rangoun.
Le 14 novembre 1988, il cède une portion de son territoire à l'avantage du nouveau diocèse de Loikaw.
Le 17 janvier 1998, il est élevé au rang d'archidiocèse métropolitain par la bulle Ipso optime de Jean-Paul II.
Le 15 décembre 2005, il cède un autre portion de territoire à l'avantage du nouveau diocèse de Pekhon.

## Ordinaires
- Giovanni Battista Gobbato, P.I.M.E. † (21 mars 1961 - 18 décembre 1989)
- Matthias U Shwe (18 décembre 1989 - 12 avril 2015)
  - Basilio Athai (12 avril 2015 - 24 juin 2016) (administrateur apostolique)
- Basilio Athai, depuis le 24 juin 2016

## Suffragants
- Diocèse de Kengtung
- Diocèse de Loikaw
- Diocèse de Pekhon
- Diocèse de Taungngu

## Statistiques
- En 1990, le diocèse comptait 31.793 baptisés pour 1.600.000 habitants (2%), 22 prêtres dont 4 réguliers, 8 religieux et 86 religieuses dans 12 paroisses.
- En 2010, l'archidiocèse ne comptait plus (après la partition en faveur du diocèse de Pekhon) que 7.389 baptisés pour 1.615.000 habitants (0,5%), 36 prêtres dont 3 réguliers, 42 religieux et 75 religieuses dans 11 paroisses[2].